# Kartenwerk
Ein Kartenwerk besteht aus topografischen oder thematischen Karten, die nach einheitlichen Grundsätzen aufgebaut und gestaltet sind. Kartenwerke entstehen dann, wenn von einem Gebiet eine Karte hergestellt werden soll, die wegen ihres Maßstabes auf mehrere Blätter aufgeteilt werden muss. Trotzdem können die einzelnen Blätter eines Kartenwerkes durchaus auch selbstständig benutzt werden, da sie in der Regel vollständige Kartenrandangaben und Legenden aufweisen. Bestehen von einem Land mehrere Kartenwerke verschiedener Maßstäbe, die aufeinander abgestimmt sind, ergibt sich eine Maßstabsreihe.

## Begriffliches
Im Alltagsgebrauch werden einzelne Karten und Atlanten gelegentlich umschreibend „Kartenwerk“ genannt. Dies ist in der Fachsprache der Kartografie nicht korrekt, da der Begriff ausschließlich der hier beschriebenen Erscheinungsform einer Karte in mehreren Blättern vorbehalten ist. Der Umfang eines Kartenwerks kann von mindestens zwei bis mehrere zehntausend Blättern reichen.
Veraltet werden besonders Kartenwerke des 19. Jahrhunderts oft Topographischer Atlas genannt, da diese kleinformatigen Blätter auch zu Atlanten gebunden wurden. Ein Beispiel für ein derartiges Kartenwerk ist der Topographische Atlas des Königreichs Hannover und des Herzogtums Braunschweig.
Ein Kartenwerk ist nicht mit einer Kartensammlung zu verwechseln.

## Merkmale

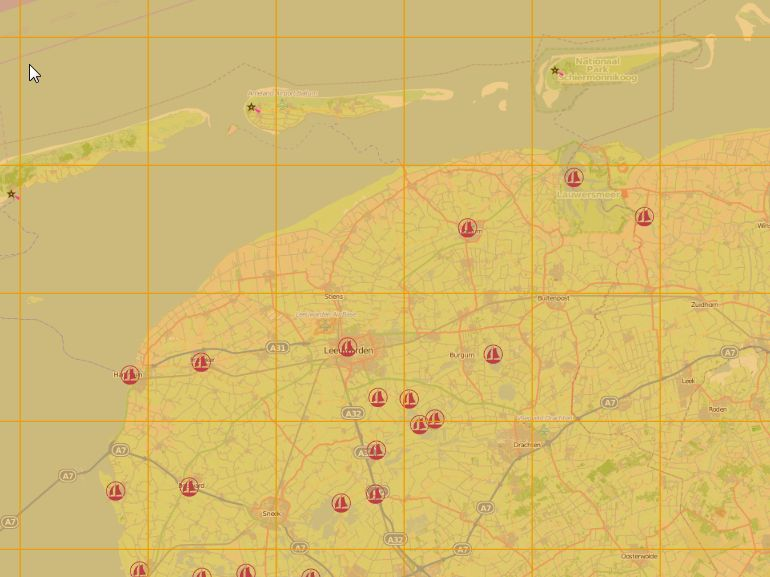
Regelmäßiger Blattschnitt

Die Merkmale eines einzelnen Kartenblattes eines Kartenwerks treffen gleichermaßen für alle anderen Blätter des Kartenwerkes zu. Alle Blätter eines Kartenwerkes weisen denselben Kartennetzentwurf, Maßstab sowie eine einheitliche inhaltliche und kartografische Gestaltung auf. Ein Kartenwerk wird nach einem bestimmten System in Einzelblätter geschnitten und diese nach gemeinsamen Grundsätzen nummeriert und benannt.

### Kartennetzentwürfe
Theoretisch können fast beliebige Kartennetzentwürfe benutzt werden. In der Praxis sind heute Varianten der Mercator-Projektion am weitesten verbreitet. Häufig wird das UTM-Koordinatensystem eingesetzt.

### Gestaltung
Alle Blätter eines Kartenwerkes sind gleich aufgebaut. So tragen alle den gemeinsamen Kartenwerktitel, weisen dieselben Urheber- und Copyrightvermerke auf, benutzen dieselbe Kartenlegende und sind mit Ausnahme von allfälligen Randblättern meist auf Papier desselben Formats gedruckt. Individuell ist unter anderem der Blatttitel und die Blattnummer, die das spezifische Blatt im Kartenwerk verorten und identifizieren.

### Art des Blattschnittes
Die Blätter werden entweder rechtwinklig nach dem Kartengitter oder entlang der Meridiane und Breitenkreise geschnitten. Im ersten Fall sind die Blätter alle gleich groß. Im zweiten Fall handelt es sich um sogenannte Gradabteilungskarten, deren Ausdehnung in der Ost-West-Richtung gegen Norden hin abnimmt. Unabhängig von der gewählten Art des Blattschnittes bilden bei amtlichen topographischen Karten in der Regel vier Kartenblätter des größeren Maßstabes jeweils ein Kartenblatt des nächstkleineren Maßstabes. Unregelmäßige Blattschnitte dienen der Darstellung spezieller Auszüge, beispielsweise Flusskarten.

### Nummerierungs- und Benennungssysteme
Um festzustellen, ob eine vorliegende Karte zu einem Kartenwerk gehört oder nicht, reicht es oft bereits aus, nach einer Kartenblattnummer zu suchen. Diese Nummerierung ist meist prominent aufgedruckt und erlaubt es direkt oder indirekt mit Hilfe einer Blattübersicht, die Anschlussblätter festzustellen.
Folgende Nummerierungssysteme sind hauptsächlich in Gebrauch:
| 40 | 5  | 8  |
|    | 32 | 15 |

Fortlaufend nach Erscheinungsweise: Die Blätter werden nach dem Erscheinungsdatum fortlaufend nummeriert. Dadurch ist es nicht möglich, die benachbarten Blätter ohne aktuelle Blattübersicht zu ermitteln. Auch fällt die Möglichkeit aus, die Nummer des Anschlussblattes am Kartenrand anzugeben, da dessen Erscheinungsjahr (und damit sein Platz im Nummerierungssystem) vielleicht noch nicht bekannt ist. Dieses System eignet sich daher nur für kleine Kartenwerke oder solche in unregelmäßigem Blattschnitt (so bei touristischen Karten des privaten kartografischen Gewerbes) und kommt bei modernen amtlichen Kartenwerken kaum mehr vor. Beispiel: Geologischer Atlas der Schweiz 1:25.000.
| 36 | 37 | 38 |
| 42 | 43 | 44 |

Fortlaufend zeilen- oder spaltenweise: Die Nummerierung beginnt links oben mit dem westlichsten Blatt, steigt sodann auf derselben Zeile gegen rechts (nach Osten) auf, um von dort in die anschließende untere (südliche) Zeile zu springen usw. In einigen Ländern wird dieses System nicht zeilenweise, sondern kolonnenweise angewendet. Der Nachteil beider Varianten ist auch hier, dass jeweils zwei der vier Anschlussblätter nicht unmittelbar aus der Nummerierung erschließbar sind. Um dieser Forderung nachzukommen, werden am Kartenrand die Nummern der Anschlussblätter angegeben. Beispiel: Belgique 1:50.000.
| 1211 | 1212 | 1213 |
| 1231 | 1232 | 1233 |

Nach Zonen und Kolonnen: Diese Nummerierung läuft zeilenweise von links (Westen) nach rechts (Osten). Im Gegensatz zum fortlaufenden Nummerierungssystem wird die anschließende untere (südliche) Zeile um einen bestimmten Sprungwert (z. B. 20, 100) höher nummeriert. Alle senkrecht übereinander stehenden Blätter tragen daher am Schluss identische Ziffern. Solche Blattnummern sind oft vierstellig und ermöglichen bei Kenntnis des Sprungwertes auf einfache Weise das Auffinden eines Nachbarblattes. Beispiel: Landeskarte der Schweiz 1:25.000.
| 3648 | 3748 | 3848 |
| 3647 | 3747 | 3847 |

Nach Längen- und Breitenangaben: Die Blätter werden durch ganzzahlige Ziffern geordnet, die aus den geographischen Längen- und Breitenangaben gebildet werden (die umgekehrte Reihenfolge ist nicht üblich). Die geographische Lage der Kartenblätter ist bei diesem System unmittelbar lokalisierbar. Im Gegensatz zum vorangehenden System tragen die jeweils südlich anschließenden Blätter tiefere Nummern und die Endziffer ist immer bei den nebeneinander liegenden Blättern dieselbe. Auch diese Nummern sind, zumindest in Mitteleuropa, vierstellig. Beispiel: Generalkarte von Mitteleuropa 1:300.000.
| M-35-V  | M-35-VI  | M-36-I   |
| M-35-XI | M-35-XII | M-36-VII |

Nach Unterabteilungen der Internationalen Weltkarte: Die Blattnummern der Internationalen Weltkarte 1:1.000.000 werden im nächstgrößeren Maßstab durch einen Zusatz ergänzt (z. B. Großbuchstaben). Auch die Blattnummern jedes weiteren Maßstabes erhalten differenzierende Zusätze (z. B. römische Ziffern, Kleinbuchstaben usw.). Diese Nummern können sehr komplex werden, ermöglichen aber «dem Kenner» ebenfalls eine zumindest grobe Lokalisierung des Kartenblattes auf dem Globus. Beispiel: Sowjetische Generalstabskarte 1:200.000.
Der Name eines Blattes unabhängig vom gewählten Blattschnittsystem richtet sich fast durchweg nach der größten abgebildeten Ortschaft. Seit der bedeutenden französischen Carte de Cassini 1:86.400 aus dem 18. Jahrhundert werden weltweit fast alle Blätter von Kartenwerken nicht nur nummeriert, sondern individuell mit einem Kartenblattnamen versehen. Heute sind praktisch nur noch Blätter sehr entlegener Gebiete mit einem Mangel an Toponymen (z. B. in Nordkanada) ohne eigenen Kartenblattnamen.

## Ausgabeformen
Es ist technisch nur sehr schwer möglich und im Gebrauch wäre es sehr unpraktisch, beispielsweise die Landeskarte der Schweiz 1:25.000 auf ein einziges Blatt zu drucken; die Karte wäre rund 9 m hoch und 14 m breit. Daher werden Kartenwerke in Loseblattform herausgegeben und aufbewahrt. Im Extremfall kann ein Kartenwerk mehrere zehntausend Blätter umfassen. Das wohl größte je erstellte Kartenwerk ist die topografische Karte 1:25.000 der Sowjetunion mit rund 300.000 Blättern, komplettiert 1987.
Gelegentlich werden kleinere Kartenwerke vom Käufer auch zu einem Atlas gebunden, ohne dass sie dadurch die sonst typischen Eigenschaften eines Atlas aufweisen.
Besonders als Wandschmuck werden Blätter eines Kartenwerks mit ihren Nachbarblättern zusammengeklebt. So hängt beispielsweise die Landeskarte der Schweiz 1:100.000, die aus 22 Blättern besteht, als Wandschmuck im Bundeshaus (Bern) und in der Schweizerischen Nationalbibliothek.

## Aktuelle Kartenwerke
Jeder Staat ab einer gewissen Fläche besitzt heute mehrere topografische Kartenwerke aufeinander abgestimmter Maßstäbe (Maßstabsreihe). Stellvertretend seien dafür die Deutsche Grundkarte (DGK5) und die Topographische Karten 1:25.000 (TK25) bis 1:1.000.000 (TK1000) von Deutschland genannt. In Deutschland sind für die Herstellung und Aktualisierung der Kartenwerke bis einschließlich 1:100.000 die Länder, und dort das jeweilige Landesvermessungsamt, zuständig. Die kleinermaßstäbigen Kartenwerke werden vom Bundesamt für Kartographie und Geodäsie bearbeitet.
In europäischen Staaten wird meist ein topografisches Kartenwerk 1:25.000 als größter Maßstab bearbeitet. Ausnahmen sind namentlich Österreich (1:50.000) und Finnland (1:20.000).
Viele außereuropäische Staaten beschränken sich aus Rücksicht auf das häufig große Staatsgebiet (mithin aus finanziellen Gründen) meist auf 1:50.000 als größten Maßstab. Eine bekannte Ausnahme ist das Kartenwerk der USA in 1:24.000.
Weltweit einen hohen Bekanntheitsgrad erlangten Kartenwerke, die durch die Zusammenarbeit mehrerer Staaten entstanden, insbesondere die Internationale Weltkarte 1:1.000.000 (IWK) und die Weltkarte 1:2.500.000 (Karta Mira). Die IWK wurde seit 1913 erarbeitet. Obwohl zahlreiche Blätter vorliegen, ist die IWK nie fertiggestellt worden. Die Karta Mira entstand ab 1963. Sie ist zwar vollständig, wurde jedoch seit den 1980er Jahren nicht aktualisiert. Beide Kartenwerke dienten auch als Grundlage für thematische Kartierungen.

## Historische Kartenwerke
Erste Kartenwerke, noch unveröffentlicht, sind vermutlich die Erste Kursächsische Landesaufnahme von Matthias Oeder und Balthasar Zimmermann (Aufnahme zwischen 1586 und 1633) und die Schwedische Landesaufnahme von Vorpommern (Aufnahme zwischen 1692 und 1709). Das erste veröffentlichte und dadurch stilbildende Kartenwerk dürfte die Carte de Cassini sein, das ab 1756 erschien und erst zu Beginn des 19. Jahrhunderts fertig war.
Das 19. Jahrhundert war besonders im deutschen Sprachraum die große Zeit der damals Topographischer Atlas genannten Kartenwerke. Die meisten deutschen Staaten führten eigene Kartierungen ein, die erst spät unter der Führung Preußens etwas einander angeglichen wurden. Grundlegend war die Preußische Neuaufnahme zwischen 1877 und 1915. Die entstandenen topographischen Kartenblätter im Maßstab 1:25.000 wurden aufgrund des Aufnahmeverfahrens als Messtischblatt bezeichnet. Ab etwa 1950 fand zunehmend die an den Maßstab angelehnte Kurzbeschreibung TK25 Verwendung. Viele der deutschen Länder führen heute ihre historischen Kartenwerke als Reproduktionen im Angebot, teilweise sind auch digitale Ausgaben auf CD-ROM oder online zugänglich.
Historische Kartenwerke werden von Historikern, Landschaftsarchitekten, Heimatkundlern usw. gerne für vergleichende Studien herangezogen. Im Gegensatz zu Einzelkarten besitzen Kartenwerke den Vorteil, über eine größere Fläche in einheitlicher Darstellungsart vorzuliegen und über dokumentierte Kartennetzentwürfe und Aufnahmemethoden zu verfügen.